# Ixodiphagus sagarensis
Ixodiphagus sagarensis is een vliesvleugelig insect uit de familie Encyrtidae. De wetenschappelijke naam is voor het eerst geldig gepubliceerd in 1977 door Geevarghese.